# Desmophyllum striatum
Espèce
Statut CITES
Desmophyllum striatum est une espèce de coraux appartenant à la famille des Caryophylliidae.